# Rugby a 15 nel 1979

## Eventi
Il 1979 va ricordato per
- Il primo incontro tra l'Italia e gli All Blacks.
- Il contestato tour in Sudafrica di una selezione mondiale.
- I grandi successi di Nuova Zelanda, Francia ed e Irlanda nei rispettivi tour.

## Attività Internazionale

### I Tour di metà anno
A metà anno è tradizione che le selezioni di "rugby a 15", europee in particolare, ma non solo, si rechino fuori dall'Europa o nell'emisfero sud per alcuni test. Si disputano però anche molti incontri tra nazionali dello stesso emisfero Sud.
Nel 1979 fa colpo la doppia vittoria dell'Irlanda sull'Australia e la vittoria nel secondo match della Francia sulla Nuova Zelanda

### Altri test
| Bruxelles 22 marzo 1979 | Belgio | 0 – 26 | Polonia |  |

| Lisbona 27 marzo 1979 | Portogallo | 31 – 0 | Svizzera |  |

| Bruxelles 19 maggio 1979 | Belgio | 10 – 7 | Lussemburgo |  |

| Berlino 1979 | Germania Est | 4 – 13 | Bulgaria |  |

| Magdeburgo 1979 | Germania Est | 8 – 7 | Bulgaria |  |

| Bruxelles 1979 | Belgio | 52 – 8 | Danimarca |  |

| Burgas 1979 | Germania Est | 12 – 30 | Polonia |  |

| Hilversum 1979 | Paesi Bassi | 6 – 6 | Polonia |  |

| Hilversum 1979 | Paesi Bassi | 12 – 0 | Tunisia |  |

| Burgas 1979 | Bulgaria | 15 – 4 | Germania Est |  |

| Bangkok 1979 | Thailandia | 43 – 13 | Malaysia |  |

| Hong Kong 1979 | Hong Kong | 23 – 17 | Giappone XV |  |

| 1979 | Zambia | 13 – 21 | Kenya |  |

## La Nazionale Italiana
Prosegue il lavoro di Pierre Villepreux, alla guida della nazionale azzurra.

## I Barbarians
Nel 1979, la selezione ad inviti dei Barbarians, ha disputato i seguenti match:
| Northampton 7 marzo 1979 | East Midlands | 11 – 4 | Barbarians |  |

| Hartlepool 3 ottobre 1979 | Hartlepool Rovers | 10 – 62 | Barbarians |  |

| Leicester 27 dicembre 1979 | Leicester Tigers | 8 – 9 | Barbarians |  |

## Campionati nazionali
- Africa

| Sudafrica | Currie Cup | Northern Transvaal e Western Province |

- America

| Argentina   | "Argentino de Mayores" | Buenos Aires       |
|             | Camp. di Buenos Aires  | San Isidro         |
| Brasile     | Campionato             | Niterói (RJ)       |
| Canada      | Campionato Provinciale | British Columbia   |
| Stati Uniti | Campionato             | Old Blues Berkeley |

- Europa

| Irlanda          | Interprovinciale         | Munster Rugby          |
| Galles           | Campionato               | Pontypridd RFC         |
|                  | WRU Challenge Cup        | Bridgend Ravens        |
| Inghilterra      | Coppa                    | Leicester Tigers       |
|                  | Campionato delle Contee  | Middlesex              |
| Francia          | Campionato               | Narbonne               |
|                  | Challenge Yves du Manoir | Narbonne               |
| Italia           | Campionato               | Rovigo                 |
| Scozia           | Campionato               | Heriot's Former pupils |
| Spagna           | Copa del Rey             | CR Cisneros            |
|                  | Campionato               | Atl. San Sebastian     |
| Unione Sovietica | Campionato               | Slava                  |
|                  | Coppa                    | Aviator                |
| Romania          | Campionato               | Steaua Bucarest        |
| Portogallo       | Coppa                    | CDUL                   |

- Oceania:

| Nuovo Galles del Sud | Shute Shield                     | Randwick         |
| Queensland           | Premier Rugby                    | University       |
| Nuova Zelanda        | National Provincial Championship | Counties Manukau |